# Kanteleenjärvi
Kanteleenjärvi är en sjö i kommunen Buckila i landskapet Nyland i Finland. Sjön ligger 44,5 meter över havet. Arean är 58 hektar och strandlinjen är 3,41 kilometer lång. Sjön  ingår i Borgå å huvudavrinningsområde.   Den ligger omkring 67 km nordöst om Helsingfors. 